# Sean McNabb
Sean McNabb (South Bend, 24 settembre 1965) è un bassista statunitense di musica heavy metal, che ha collaborato con diverse importanti band, come Quiet Riot, Great White, Rough Cutt, e House of Lords.
Egli fu anche collaboratore musicale di Jani Lane, fondatore dei Warrant, ma le registrazioni non sono mai state pubblicate.
Si riunisce nuovamente ai Great White per il loro tour del 25º anniversario nel 2007.
Tra il 2009 e il 2014 milita nei Dokken, mentre nel 2015 si unisce ai Lynch Mob del chitarrista George Lynch.

## Discografia

### Con i Great White
- 1999 - Great Zeppelin: A Tribute to Led Zeppelin
- 1999 - Can't Get There from Here
- 2000 - Latest & Greatest
- 2002 - Thank You...Goodnight!
- 2007 - Back to the Rhythm

### Con i Quiet Riot
- 1988 - Quiet Riot
- 1999 - Super Hits

### Con i Dokken
- 2010 - Greatest Hits
- 2012 - Broken Bones

### Altri album
- House of Lords - Demons Down (1992)
- Badd Boyz - Badd Boyz (1993)
- Paul Shortino/JK Northrup - Back on Track (1993)
- Black Bart - Bootleg Breakout (1994)
- Cage - F-Y-CO(1996)
- Mitch Perry - Better Late Than Never (1998)
- Jersey - Battle Has Just Begun (1999)
- Paul Shortino's The Cutt - Sacred Place (2002)
- Paul Shortino and the Rhythm Junkies - Stand or Fall (2003)
- XYZ - Letter to God (2003)

### Tribute Album
- Forever Mod: Portrait of a Storyteller (Tribute to Rod Stewart) (1998)
- Thunderbolt: A Tribute to AC/DC (1999)